# 음향과 분노

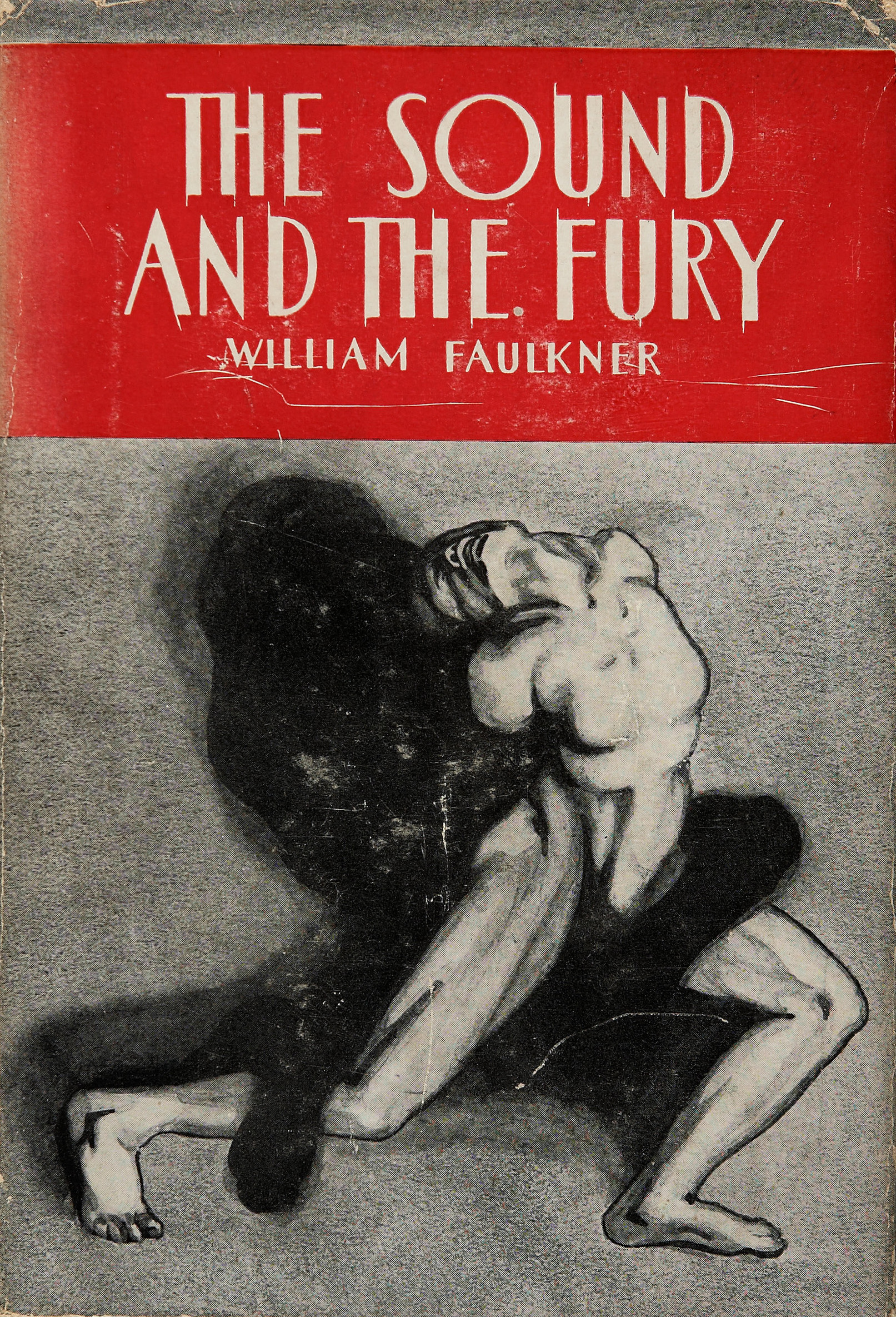

《음향과 분노》(The Sound and the Fury, 1929)는 윌리엄 포크너의 장편소설이다. 이 소설의 제명은 셰익스피어의 《맥베스》에 나오는 구절 "그것은 백치의 이야기로서 음향과 분노에 차 있고 아무 뜻도 없다"에서 인용한 것이다. 이야기의 배경은 남북전쟁 후 몰락한 콤슨 집안에 관한 것이다. 장남 퀜틴은 누이동생 캐디와 근친상간했다는 환상 때문에 자살하며, 캐디는 누구 아이인지 모를 아이를 배는 등 시종일관 지리멸렬한 이야기가 의식의 흐름 기법으로 전개된다. 시간의 해체, 내면의 독백, 시점의 이동, 몽타주 등 가능한 모든 전위적 수법을 복합적으로 구사하여 쓰여졌다.

## 줄거리

### 1장: 1928년 4월 7일
화자(話者)는 지적 장애가 있는 벤자민 "벤지" 콤슨(Benjamin "Benjy" Compson). 1898년부터 1928년까지의 기간을 비선형(非線型)·의식의 흐름으로 전개한다. 이탤릭체로 기술(記述)된 부분은 서사(敍事)의 중요한 변화를 나타낸다. 포크너는 여러 색의 잉크를 사용하여 연대(年代)를 구별하고자 했다. 비선형적 묘사로 독해(讀解)하기 까다롭다.

## 등장인물
- 제이슨 콤슨 3세(Jason Compson III) – 콤슨가(家)의 부(父). University of the South에 재학했던 변호사. 알코올 중독자. 그의 냉소적 생각은 아들 퀜틴(Quentin)을 괴롭힌다.
- 캐롤라인 배스콤 콤슨(Caroline Bascomb Compson) – 콤슨가(家)의 모(母). 자기애적 신경증(self-absorbed neurotic) 환자. 아들 제이슨(Jason)을 제외한 다른 자녀들을 냉대한다. 말년에 건강염려증에 걸린다.
- 퀜틴 콤슨 3세 (Quentin Compson III) – 콤슨가(家)의 장남. 열정적이고 신경질적인 성격. 아버지의 냉소주의와 누이의 성적(性的) 문란에 절망해 자살한다.
- 캔디스 “캐디” 콤슨 (Candace "Caddy" Compson) – 콤슨가(家)의 차녀. 강인하고 배려심 깊은 성격. 가족 중 유일하게 벤지(Benjy)를 돌본다. 퀜틴(Quentin)과 절친하다.
- 제이슨 콤슨 4세 (Jason Compson IV) – 콤슨가(家)의 삼남. 인종차별주의자. 빚과 성적(性的) 무능으로 괴로워한다. 얼(Earl) 씨가 소유한 농산물 가게에서 일한다. 1912년 콤슨가(家)의 가장(家長)이 된다. 퀜틴 양(孃)의 후원금을 횡령한다.
- 벤자민 콤슨 (Benjamin Compson, 이명(異名) : 벤지(Benjy), 아명(兒名) : 모리(Maury)) – 백치. 어머니 캐롤라인 콤슨(Caroline Compson)은 그의 이름이 바뀌었다고 주장한다. 누이 캐디(Caddy)만이 그를 돌본다. 육감(六感)을 가져 냄새로써 캐디가 동정(童貞)을 잃은 것을 깨닫는다.
- 딜지 깁슨(Dilsey Gibson) – 깁슨가(家)의 모(母). 콤슨가(家)의 하인. 슬하에 Versh, Frony, T.P., Luster (Frony의 아들)를 두었다. 평생 벤자민의 수발을 든다. 콤슨가의 몰락을 목도(目睹)했다.
- 퀜틴 콤슨 – 허버트(Herbert)와 캐디(Caddy) 사이의 딸. 부모가 이혼하자, 제이슨 콤슨 4세(Jason Compson IV)의 슬하에 들어와 산다. 난잡스러운 성격.

## 같이 보기
- 르 몽드가 선정한 세기의 도서 100권